# Phyllophaga potosisalta
Phyllophaga potosisalta är en skalbaggsart som beskrevs av Moron och Robert E. Woodruff 2008. Phyllophaga potosisalta ingår i släktet Phyllophaga och familjen Melolonthidae. Inga underarter finns listade i Catalogue of Life.